# Musa textilis

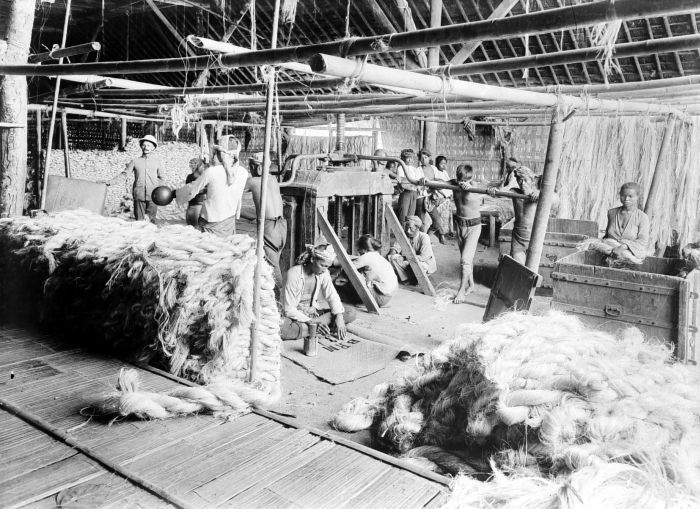
Embalado de cáñamo de Manila en Kali Telepak, Besoeki, Java.

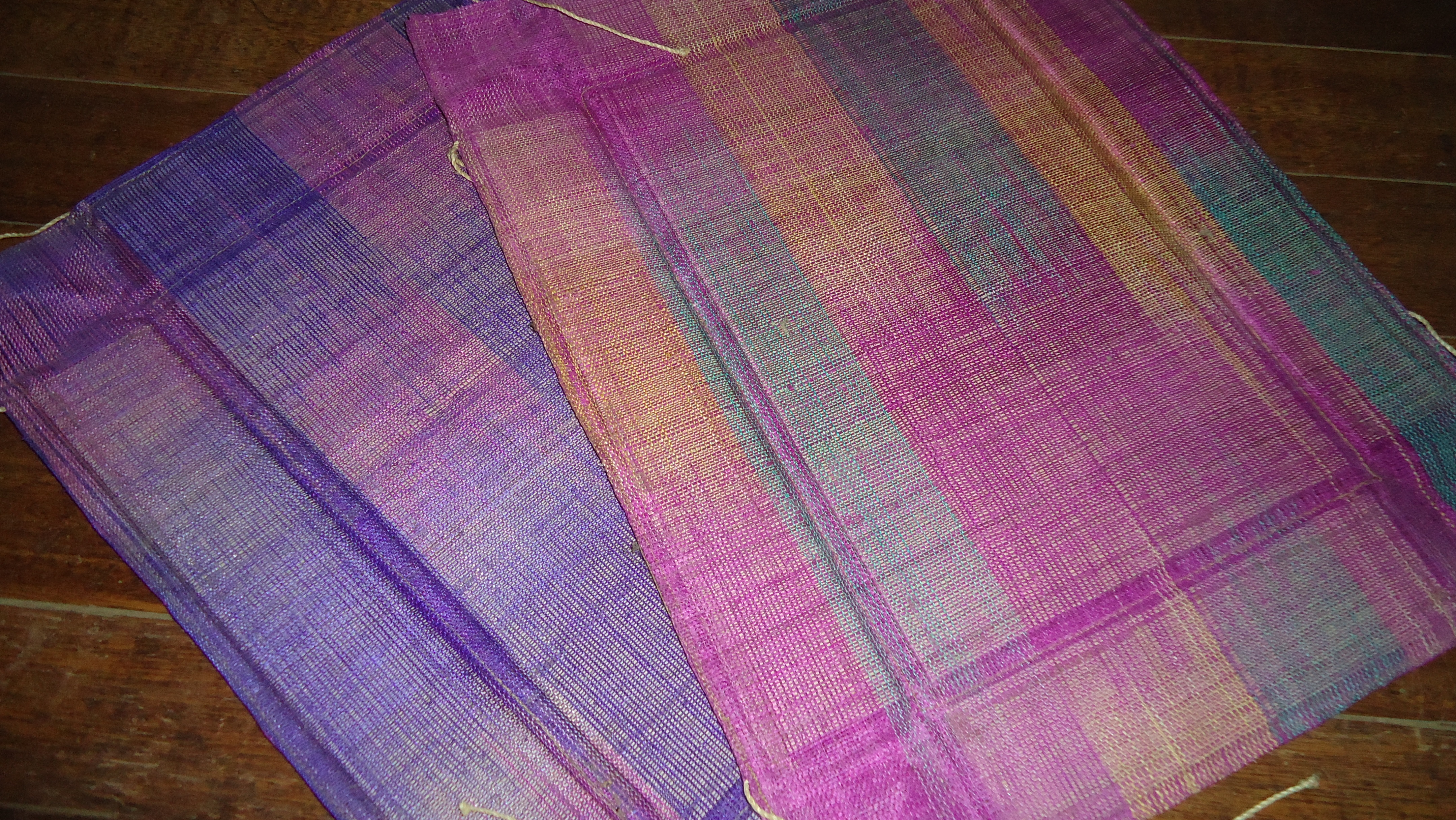
Tapetes de fibra de abacá de Filipinas.

El abacá (Musa textilis) es una planta herbácea de gran porte, de la familia de las musáceas, nativa de las Filipinas. Su altura puede alcanzar los 5 metros y crece en lugares cálidos y lluviosos. Es bastante parecida al plátano (Musa × paradisiaca), que pertenece al mismo género, pero se diferencia de este en que sus frutos no son comestibles y en tener un follaje más erguido y angosto. Además, es su fibra la que le confiere una especial valía económica, por su utilidad para la industria textil.

## Industria textil
Su fibra (producto también conocido como cáñamo de Manila) es muy apreciada por su gran resistencia y durabilidad. Se compone principalmente de celulosa, lignina y pectina. A partir del segundo año, comienza a producirla. Ésta es obtenida en el tallo y la longitud de sus filamentos oscila de uno a cuatro metros. Su recolección es cada tres a seis meses.  
La fibra de abacá es utilizada principalmente para producir papel y textiles no tejidos para diversos usos como bolsas de té, papel moneda, papel de envolver, sobres (los llamados sobres de Manila) y filtros. También se utiliza en la fabricación de cordajes, sombreros y en combinación con polímeros en la industria de automóviles. 
En la elaboración de cabos, el abacá es usado de preferencia a cualquier otra fibra; porque, además de su enorme resistencia a la tensión, difícilmente se deteriora por la acción del agua dulce o salada y de otros elementos naturales, como el viento y el sol.

## Historia
En la época de las exploraciones, los europeos entraron en contacto por primera vez con la fibra de abacá cuando Fernando Magallanes, al servicio de la Corona de Castilla desembarcó en Filipinas en 1521. Ya en ese momento, los nativos la cultivaban y la utilizaban para confeccionar telas. Durante la gobernación española, a este tipo de tejido se le denominaba medriñaque.
Por su calidad y también afamado como cáñamo de Manila, se utilizó en el cordaje de los galeones que se construían usualmente en los astilleros de Cavite en la bahía de Manila. Estos galeones cubrieron la ruta Manila- Acapulco, denominada el Galeón de Manila entre 1565 y 1815 convirtiéndose así en la línea naviera más antigua de la historia.
En 1897, Filipinas exportaba casi 100.000 toneladas de abacá, y era uno de los tres cultivos comerciales más importantes, junto con el tabaco y el azúcar. De hecho, desde 1850 hasta finales del siglo XIX, el azúcar y el abacá se alternaron como principal cultivo de exportación de Filipinas. Este comercio del siglo XIX fue predominantemente con los Estados Unidos y la fabricación de cordaje se realizaba principalmente en Nueva Inglaterra, aunque con el tiempo la fabricación se trasladó a Filipinas.
Excluyendo Filipinas, el abacá se cultivó a gran escala en Sumatra en 1925 bajo dominio neerlandés, al haber observado su cultivo en Filipinas para su utilización en cordelería desde el siglo XIX, seguido de plantaciones en América Central en 1929 patrocinadas por el Departamento de Agricultura de los Estados Unidos. También fue cultivado en India y Guam. La plantación comercial comenzó en 1930 en el Borneo Septentrional británico; al comienzo de la Segunda Guerra Mundial, la oferta de abacá de Filipinas fue eliminada por los japoneses.
A principios de la década de 1900, un tren unía Danao a Argao transportando abacá filipino desde las plantaciones a la ciudad de Cebú para su exportación. El tren y las vías férreas fueron destruidos durante la Segunda Guerra Mundial, sin embargo, las plantaciones de Abacá continúan y ahora se transportan a Cebú por carretera.
Después de la guerra, el Departamento de Agricultura de los Estados Unidos inició la producción en Panamá, Costa Rica, Honduras y Guatemala. En la actualidad, el abacá se produce principalmente en Filipinas y Ecuador. Filipinas produce entre el 85% y el 95% del abacá mundial, y su producción emplea a 1,5 millones de personas. La producción ha disminuido debido a diversas enfermedades virales.